# إي إس بي إن أميركا
كانت إي إس بي إن أميركا شبكة رياضية أوروبية مقرها بريطانيا، تركز على الرياضات الاحترافية والجماعية للولايات المتحدة وكندا. تم إطلاق إي إس بي إن أميركا في الأصل في 5 ديسمبر 2002 باسم إن إيه إس إن (الإنجليزية: North American Sport Network، شبكة أمريكا الشمالية الرياضية)، وبثت مجموعة مختارة من أفضل البطولات الرياضية الاحترافية والجماعية في أمريكا الشمالية بما في ذلك دوري البيسبول الرئيسي، الرابطة الوطنية لكرة السلة، الرابطة الوطنية لرياضة الجامعات، والدوري الكندي لكرة القدم، 24 ساعة في اليوم على الكابل الرقمي والقنوات الفضائية الرقمية.
كانت تديرها سابقًا سيتانتا سبورتس بدعم من بنشمارك كابيتال يوروب، وقد استحوذت عليها شركة الإعلام الرياضي الأمريكية إي إس بي إن في مارس 2007. لقد تمت إعادة تسميتها لاحقًا باسم إي إس بي إن أميركا في 1 فبراير 2009 قبل الإغلاق في 1 أغسطس 2013.

## البرمجة
تختلف البرمجة على إي إس بي إن أميركا من بلد إلى آخر. قامت القناة بتشغيل ثلاث قنوات في جميع أنحاء أوروبا والشرق الأوسط وشمال أفريقيا. تضمنت الأحداث التي ظهرت على إي إس بي إن أميركا في المملكة المتحدة، وأيرلندا، ودول الشمال: دوري البيسبول الرئيسي، وبطولة العالم للكلية، وكرة القدم الأمريكية الجامعية وكرة سلة الكليات، وبطولة NCAA لهوكي الجليد للرجال Frozen Four بالإضافة إلى Arena Football League، ودوري لاكروس، وNCAA بطولة لاكروس النهائية الرابعة. في قارة أوروبا والشرق الأوسط وشمال إفريقيا وآيسلندا، تضمن البث أيضًا برامج الدوري الوطني لكرة القدم الأمريكية.
عرضت إي إس بي إن أميركا أيضًا سلسلة Little-League World Series من ويليامسبورت في بنسلفانيا ومسابقة ناثان لأكل الهوت دوغ من كوني آيلاند في بروكلين في نيويورك.
دفعت إن إيه إس إن 11.6 مليون جنيه إسترليني في مارس 2006 مقابل حقوق عرض عشر مباريات من دوري البيسبول الرئيسي الحية أسبوعيًا.
في عام 2006، تم إسقاط برامج إي إس بي إن، بما في ذلك لعبة البيسبول الليلة وحول القرن وذا سبورتس ريبورترز وPardon the Interrupt من الجدول الزمني مع انتهاء العقد بين إن إيه إس إن وإي إس بي إن. ومع ذلك، فقد عادت من 1 أبريل 2007 بعد أن استحوذت إي إس بي إن على القناة.
قامت قناة إي إس بي إن أميركا ببث برامج رياضية فردية أخرى من إنتاج إي إس بي إن الأمريكية، مثل كرة القدم الكلية لايف وCollege GameDay وNBA Fastbreak وناسكار ناو. بالإضافة إلى ذلك، للاحتفال بالذكرى الثلاثين لتأسيس إي إس بي إن، عرضت القناة 30 سلسلة من أفلام إي إس بي إن.
في 28 أكتوبر 2009، بدأ بث إي إس بي إن أميركا في شاشة عريضة 16: 9.
في 1 مارس 2010، بدأت إي إس بي إن أميركا في عرض نسخة أوروبية من سبورتس سنتر، برعاية مايكل كيم. يتم بث البرنامج الذي تبلغ مدته 30 دقيقة خمسة أيام في الأسبوع في الساعة 6 صباحًا بتوقيت المملكة المتحدة / 7 صباحًا بتوقيت وسط أوروبا مع ثلاثة عروض متكررة تليها مباشرة، مع عرض محدث في الساعة 10:30 مساءً بتوقيت المملكة المتحدة / 11:30 مساءً بتوقيت وسط أوروبا. تم تصوير العرض في مقر إي إس بي إن في بريستول بكونيتيكت في الولايات المتحدة الأمريكية.
حتى موسم 2011-12 من دوري الهوكي الوطني، احتفظت إي إس بي إن أميركا بحقوق البث المباشر وتأخير مباريات دوري الهوكي الوطني بالإضافة إلى برامج الجولة مثل NHL On The Fly، ومع ذلك لم يتم تجديد هذه الحقوق للمملكة المتحدة وأيرلندا ودول الشمال و مملوكة الآن من قبل شبكات مختلفة في جميع أنحاء أوروبا. ومع ذلك، ما زالت تمتع بحقوق الدول الأخرى في جميع أنحاء أوروبا القارية، مثل ألمانيا. استحوذت إي إس بي إن أميركا على دوري الهوكي الأمريكي، وهي حقوق بث ثانوية لدوري الهوكي في أمريكا الشمالية كبديل للمملكة المتحدة وأيرلندا ودول الشمال.
في أبريل 2012، انتقل مركز سبورتس سنتر من خمسة إلى سبعة أيام في الأسبوع مع وقت بدء جديد الساعة 8 صباحًا في المملكة المتحدة / 9 صباحًا بتوقيت وسط أوروبا. في هذه المرحلة، توقفت إي إس بي إن عن إنتاج نسخة محلية من سبورتس سنتر، واختارت بدلًا من ذلك بث نسخة محررة من عرض الساعة 2 صباحًا بتوقيت شرق الولايات المتحدة من لوس أنجلوس مقطوعة لتناسب 45 دقيقة من خلال إزالة الفواصل التجارية والقصص عن الرياضات الأوروبية مثل كرة القدم. ثم يتكرر هذا العرض في الساعة 8.45 صباحًا و4 مساءً و4.45 مساءً (بتوقيت المملكة المتحدة).

## بيع إلى إي إس بي إن
في أواخر عام 2006، وافق الملاك السابقون بنشمارك كابيتال يوروب وسيتانتا سبورتس على بيع الشبكة إلى إي إس بي إن مقابل 70 مليون يورو. تم الانتهاء من البيع في مارس 2007 لكن الشبكة استمرت في أن تكون جزءً من حزمة سيتانتا سبورتس على التلفزيون الفضائي حتى يونيو 2009 عندما دخلت سيتانتا المملكة المتحدة في الإدارة. أصبحت الشبكة معروفة باسم إي إس بي إن أميركا في 1 فبراير 2009 لتتزامن مع سوبر بول XLIII [الإنجليزية]. استمرت القناة في تقديم نفس تشكيلة البرامج الرياضية في أمريكا الشمالية.

### إي إس بي إن أميركا HD

شعار إي إس بي إن أميركا عالية الدقة

في 1 مارس 2010، أطلقت قناة كانال ديجيتال الشمالية نسخة عالية الدقة من إي إس بي إن أميركا. تم إطلاق القناة في المملكة المتحدة على منصة سكاي في 21 يونيو 2010. تم إطلاقها في البرتغال على منصة الكابلات ZON Multimédia في 24 نوفمبر 2010 ولاحقًا على منصة الكابلات MEO (البرتغال) في 15 يوليو 2011. وفي ألمانيا، بدأت القناة في البث عبر منصة سكاي ألمانيا في 27 أكتوبر 2010. في إيطاليا، تم إطلاق قناة HD في 1 فبراير 2012.

## البيع إلى مجموعة بي تي والإغلاق اللاحق
في 25 فبراير 2013، وافقت مجموعة بي تي على الاستحواذ على شركة إي إس بي إن للقنوات التلفزيونية في المملكة المتحدة وأيرلندا، والتي تتكون من إي إس بي إن وإي إس بي إن أميركا، ولم يتم الكشف عن قيمة الصفقة، ولكن من المفهوم أن بي تي دفعت «عشرات الملايين من الدولارات». في منتصف ليل 1 أغسطس 2013، أوقفت القناة عملياتها في جميع أوروبا والشرق الأوسط وأفريقيا.
في المملكة المتحدة وأيرلندا، تم نقل معظم المحتويات إلى الإصدار المحلي من إي إس بي إن، بينما تمت إضافة المحتوى غير الخاص بأمريكا الشمالية إلى بي تي سبورت التي تم إطلاقها حديثًا. وفي غضون ذلك، تم بيع الحقوق في ألمانيا لقناة Sport 1 US الجديدة. تتوفر تغطية رقمية حية وعند الطلب لغالبية المحتوى من إي إس بي إن أميركا على مُشغل إي إس بي إن الدولي. (ESPN Player)